# スーパーロボット大戦Operation Extend
『スーパーロボット大戦Operation Extend』（スーパーロボットたいせん オペレーションエクステンド）は、バンダイナムコゲームスより配信されていたPlayStation Portable用シミュレーションRPG。第1章は2013年7月18日配信開始。2015年11月24日に公式サイトで配信終了が予告され、同年12月24日をもって全コンテンツの配信を終了した。
キャッチコピーは「拡大する戦場 君は戦い抜くことが出来るか…。」。

## 概要
SDで表現されたロボットたちが競演するクロスオーバー作品「スーパーロボット大戦シリーズ」の一つ。
本作品はシリーズ初となる、ダウンロード販売専用タイトルである。メインシナリオは全8章構成（1章ごとのシナリオ数は20話以上）でそれぞれが順次配信される他、サブシナリオやアイテムなどもダウンロードコンテンツとして2013年7月から10月にかけて追加配信が行われた。従来のシリーズには無かった要素として、一定期間経験値が倍になったり、ユニット改造段階が通常の倍になるといった効果がある有料アイテム「部隊パーツ」が追加されており、現実の資金を追加で投入することによってゲームを有利に進めることができるようになった。
後述のように可能な限り参戦作品を多くする制作方針上、登場機体・キャラクターは各作品の主役級のみに留められ、シナリオも主軸となるストーリーや世界観こそあるものの、従来作のものより意図的に簡素化されている。またメイン・サブに関わらず一度クリアしたシナリオは何度もプレイ可能であるなどリピートプレイが重視されている。そのためルート分岐がなくなり結果的にクリアまでに最短176ミッションと歴代最長となっている。
ユニットグラフィックは2009年発売のWii用ソフト『スーパーロボット大戦NEO』（以下『NEO』と表記）以来となる3Dポリゴンを採用しており、メインゲームシステムも『NEO』のものを踏襲している。

## あらすじ
宇宙世紀0079。人類は宇宙空間に人工都市・スペースコロニーを建造し、太陽系全域に進出していた。しかし急激な生活圏の拡大は統一政府たる地球連邦の求心力の低下を招き、各所で争いが頻発。なかでも独立を宣言したコロニー国家・ジオン公国が引き起こした戦争は、地球人口が半減するほどの大規模な被害を生んでいた。
貿易企業・コネクトの新人であるヒマリは、配属先が軍事力を有する実戦部隊コネクト・フォースのセイシロウの下であったことに驚く。コネクトはただの企業ではなく、人類全体の協調を目的とする巨大な組織であり、謎の生命体・ヴァサージの導きにより確立したワープゲートの技術により、異なる宇宙をまたに掛けて活動していたのである。コネクトの最大の敵は、次元を超えて現れ星々を食い荒らすミューカスだった。この脅威に対抗するためには人類同士が争っている場合ではないと説くコネクト・フォースは、地球圏のみならず外宇宙を巡りながら賛同者を集めていく。
協調路線をとるコネクトに反発し、ワープ技術を他の宇宙への勢力拡大のために利用しようとするバララント、グラドス、ポセイダル軍は星間条約機構（ISTO）を形成して、強大な軍事力でコネクト・フォースを排除しようとする。一方、地球圏ではジオン公国がいったん停戦に合意したものの、主戦派が新たにネオ・ジオンを名乗って抵抗を続け、事態の混迷はなおも続く。さらに人類間の争いをよそに、妖神ゴブーリキや邪神ドラゴのように悪しき力でミューカスを操る存在が次々と現れ、コネクト・フォースはめまぐるしく転戦を繰り返す。
ミューカスの侵攻規模が増大するに従って、どの勢力もその危険性を認識し、対抗の必要性を感じるようになってきた。小惑星アクシズを地球に落下させる作戦が失敗したのを機にネオ・ジオンが戦闘を停止し、ついに地球圏は統一される。ISTOではペンタゴナの支配者ポセイダルが倒れ、グラドスでも政変が起きたために軍事バランスが大きく変化し、残るバララントは強硬路線を再考せざるを得なくなる。
惑星Ziにてデスザウラーを完全に滅ぼす事に成功した後、各勢力が一堂に会して協議を行った結果、すべての宇宙の戦力を結集してミューカスの本拠地、レコーラル銀河へ強襲をかける一大作戦オペレーション・エクステンドが決行されようとした時、インベーダーの強襲を受けるがそれの排除に成功する。レコーラル銀河での戦いの果てに明らかになったのは、ミューカスがかつて貪欲な人類による品種改良の果てに生み出された生体兵器であったこと、そしてヴァサージは限られた人間と意思の疎通が可能になったミューカスの亜種であるという事実だった。ミューカスもまた苦しんでいたと知ったコネクト・フォースは、人類によって植え付けられた歪みの中心核ミューカス・エンペラーを打ち抜き、彼らを解放する。
新たにヴァサージを核に据えたミューカスは沈静化し、人類最大の脅威は去った。役目を終えたコネクト・フォースは段階的に解散し、集まった戦士たちはそれぞれの宇宙へと帰っていった。

## 参戦作品

### 一覧
★はシリーズ初参戦作品。☆マークは携帯機初参戦作品。Vマークは音声付きシリーズ初参戦作品。
- ☆覇王大系リューナイト
- 天元突破グレンラガン
- 蒼き流星SPTレイズナー
- 装甲騎兵ボトムズ
- 装甲騎兵ボトムズ レッドショルダードキュメント 野望のルーツ
- 装甲騎兵ボトムズ ペールゼン・ファイルズ
- ☆絶対無敵ライジンオー
- ☆元気爆発ガンバルガー
- ☆熱血最強ゴウザウラー
- ☆完全勝利ダイテイオー
- コードギアス 反逆のルルーシュ
- 機動戦士ガンダム
- 機動戦士ガンダム 第08MS小隊
- 機動戦士ガンダム0080 ポケットの中の戦争
- 機動戦士Ζガンダム
- 機動戦士ガンダムΖΖ
- 機動武闘伝Gガンダム
- 新機動戦記ガンダムW
- 機動戦士ガンダムSEED DESTINY
- 機動戦士ガンダム00
- 聖戦士ダンバイン
- 重戦機エルガイム
- ★ゾイド -ZOIDS-
- Vゾイドジェネシス
- 戦国魔神ゴーショーグン
- 超獣機神ダンクーガ
- ☆NG騎士ラムネ&40
- ★機動警察パトレイバー
- ★機動警察パトレイバー 劇場版
- ★ケロロ軍曹
- ☆獣神ライガー
- 真(チェンジ!!)ゲッターロボ 世界最後の日
- マクロスF
- 真マジンガー 衝撃! Z編

### 追加参戦作品
- 装甲騎兵ボトムズ ザ・ラストレッドショルダー
- ☆ゾイド新世紀／ゼロ
- New Story of Aura Battler DUNBINE
- コードギアス 反逆のルルーシュ R2
- 機動戦士ガンダム 逆襲のシャア

第1章配信以降に追加された作品は、ダウンロードコンテンツの紹介ページでのみ新規参戦作品扱いされている。このうち『New Story of Aura Battler DUNBINE』、『コードギアス 反逆のルルーシュ R2』、『機動戦士ガンダム 逆襲のシャア』はユニットのみの登場。

### 解説
第1章で全ての作品は揃わず、章を追うごとに登場していく。『ケロロ軍曹』の参戦は、同作生誕15周年を記念してのものである。
また、有料ダウンロードコンテンツ要素としてスーパーロボット大戦オリジナルのサイバスターとマサキ・アンドーが登場する。無料配信の序章だけだと版権曲が使用できず、それぞれの作品も別のBGMに置き換えられている。

### 初期アートワーク登場機体
- ケロロロボMk-II with ケロロ軍曹（ケロロ軍曹）
- 真ゲッター1（真〈チェンジ!!〉ゲッターロボ 世界最後の日）
- VF-25F メサイア（マクロスF）
- キングスカッシャー（NG騎士ラムネ&40）
- ガンダム（機動戦士ガンダム）
- イングラム1号機（機動警察パトレイバー）
- グレンラガン（天元突破グレンラガン）
- シールドライガー（ゾイド -ZOIDS-）

### 追加アートワーク登場機体
第4章配信後に公式ページに追加された。
- リューナイト・ゼファー（覇王大系リューナイト）
- レイズナー（蒼き流星SPTレイズナー）
- スコープドッグ（装甲騎兵ボトムズ）
- ライジンオー（絶対無敵ライジンオー）
- ガンバルガー（元気爆発ガンバルガー）
- ダイテイオー（完全勝利ダイテイオー）
- ガンダムEz8（機動戦士ガンダム 第08MS小隊）
- アレックス（機動戦士ガンダム0080 ポケットの中の戦争）
- Ζガンダム（機動戦士Ζガンダム）
- ΖΖガンダム（機動戦士ガンダムΖΖ）
- ゴッドガンダム（機動武闘伝Gガンダム）
- ウイングガンダムゼロ（新機動戦記ガンダムW）
- ストライクフリーダムガンダム（機動戦士ガンダムSEED DESTINY）
- ダブルオーライザー（機動戦士ガンダム00）
- ダンバイン（聖戦士ダンバイン）
- エルガイム（重戦機エルガイム）
- ムラサメライガー（ゾイドジェネシス）
- ゴーショーグン（戦国魔神ゴーショーグン）
- ダンクーガ（超獣機神ダンクーガ）
- ファイヤーライガー（獣神ライガー）
- マジンガーZ（真マジンガー 衝撃! Z編）

## システム
ここでは、本作特有のシステムや新規追加・変更されたシステムについて解説する。シリーズ共通のシステムについてはスーパーロボット大戦シリーズのシステムを参照。
従来のマス目式ではなく、『NEO』のシステムをブラッシュアップしたものを使用し、そこから新たなシステムが組み込まれている。また、スーパーロボット大戦シリーズでは初となるオートセーブを導入している。
武装
「押出」「ガードアーム」といった『NEO』独自の武器特殊能力も引き続き採用されたほか、「ビーム」「捕縛」といった新たな武器特殊能力も追加された。また、二種類の特殊能力を持つ武装も存在する。『NEO』と同様に弾数の概念がなく、ENを消費して武器を使用する。
地形
『NEO』の「陸」「空」に加え「宙」が登場し、宇宙空間でも戦闘が行われるようになった。マップ構成が「宙」と「地」のマップでは宙適性がある場合、空適性を持たなくても宙を浮いて移動することができる。適性表示は適応しているかしていないかのみであり、他のシリーズ作品のような細かい適性表示（命中率、回避率補正など）はない。「空」と「宙」の移動に掛かるエネルギー消費は「陸」よりも大きい。
精神コマンド
『NEO』同様に敵フェイズ含めいつでも使用できる。「必中」と「閃き」の効果が大幅に変更され、命中補正/回避補正を掛けるという効果になった。
強化パーツ交換
本作では敵機を撃破すると素材パーツがドロップされ、それらはインターミッションでの「パーツトレード」メニューで強化パーツと交換できる。交換には素材の他に資金と後述のECが必要となる。
グループ出撃
本作では最大5機編成のグループを組むことができ、単機出撃の他にグループ単位での出撃が可能。組み合わせは機体毎に固定されており（例：ガンダム、ガンキャノン、ガンタンク、Gファイター）、グループ出撃が可能なシナリオのみグループで出撃できる。戦闘には基本的にマップに表示されている機体が参加する。気力が上がるとグループ内の機体が次々と攻撃を繰り出す「連携攻撃」が使用可能になる。マップに表示されている機体はマップ上のコマンド「交代」で切り替えが可能。経験値は戦闘した機体以外にも入り、補給・修理はグループ内の全機体に適用される。今作は一部ユニットに限り後継機に乗り換えた際の改造引き継ぎが存在しない。後継機は別機体として扱われ、乗り換え後の機体は乗り換え前のグループで出撃ではなく新しいグループが用意される。
シミュレーター
特定条件を満たすことで解放されるシナリオ。主人公所属組織が開発した高性能シミュレーターを使って実戦さながらの訓練を行う。何回でもプレイでき、シミュレーターでありながら、敵を倒したときに入手できる素材パーツや資金は通常シナリオと同様に入手できる。
連続シナリオ
一部のメインシナリオは連続で続くことがあり、○話-1で出撃させたメンバーは連続でプレイする場合は○話-2では○話-1のメンバーは出撃できない。その代り、連続でクリアした場合は連続ボーナスが入手できる。
EC
「Extend Coin」の略称。本作で初めて採用されたリソースで、改造およびパーツトレード時に資金とともに消費される。本作では資金が足りていてもECが不足していると改造・トレードができない。ECはシナリオクリア、会話イベント発生、達成項目（プレイ時間、総撃墜数など）、パーツの換金(マップクリア時に所持限界を超えた分のみ)で入手できる他、2回目以降のシナリオプレイ時に制限プレイ（レベルと改造値を敵機と同じ値にする）をONにしてクリアするとシナリオクリア時の入手ECに2倍の補正がかかる。
レベル差補正
敵ユニットだけが受けられる特殊効果。
- レベル差1：ダメージ＋5%、ダメージ軽減5%、命中＋5%、回避＋5%
- レベル差5：ダメージ＋25%、ダメージ軽減35%、命中＋25%、回避＋35%
- レベル差10：ダメージ＋200%、ダメージ軽減100%、命中＋150%、回避＋200%

能力差補正
味方ユニットだけが受けられる特殊効果。
- 能力差10：レベル差補正－5%
- 能力差50：レベル差補正－25%
- 能力差80：レベル差補正－40%（命中のみ－60%）
- 能力差100：レベル差補正－50%（命中のみ－100%）

## オリジナルキャラクター
セイシロウ・クサナギ（草薙 征士郎）
声 - 四宮豪
本作の主人公。民間貿易会社コネクトを母体とする戦闘部隊コネクト・フォースに所属する青年。父親譲りの生真面目な性格だが石頭では無く人当たりもいい。草薙流剣術の使い手であり、その技は戦術にも活かされている。
宇宙の平和を脅かす勢力に対抗するため、後輩のヒマリ・ヤエガキをオペレーター兼コ・パイロットに迎え、様々な組織の人物と関係を築いていく。
ヒマリ・ヤエガキ（八重垣 ひまり）
声 - 阿澄佳奈
本作のヒロイン。工学部を専攻し飛び級で修士課程まで終えている。
適性を見出され、コネクト・フォースに新任した。ポジティブ思考だが、やや天然気味な性格でムードメーカーでもある。
明るく人懐こい人柄であるために誰とでもすぐに打ち解け、生真面目なセイシロウも次第に影響されていく。また、一度会話に熱が入ると喋り続ける。本人にも分からない第六感めいた力を備えている。
スオル・ダグラス
コネクト・フォースの団長。セイシロウが幼い頃から面識があり、セイシロウにとってはもう一人の父親のような存在。
クサナギ博士
セイシロウの母親で、コネクトの技術開発主任。
クサナギ隊長
セイシロウの父親で故人。

## オリジナルメカ

### エグザート
主人公の所属する組織「コネクト」のロボット。クサナギ博士が造ったロボットで、コクピットは複座形になっている。コアユニットの生産が難しいため、量産化が見送られている。
メイン武装はウェーバー・ガンとライコウブレード。
ヴァサージ
コネクトに協力する外宇宙生命体。

### ミューカス
本作におけるオリジナル敵勢力。各作品の勢力と共に「ミューカス・ゲート」から湧き出てくる。ヒマリはこの存在を察知できる。
ミューカス・ゲート
ミューカスがいる次元から別の次元へミューカス、それを利用した各作品の勢力の先兵を送るゲートの機能を持ち、惑星のエネルギーなどを取り込みながら成長する。
ネクトン・アサルト

ネクトン・クリーク

ネクトン・シューター

ネクトン・ハウザー

ネクトン・マイン
相手に近づき、自爆する事を目的としたミューカス。爆発の威力と範囲が向上したネクトン・マインG、ネクトン・マインGGの上位種が存在する。
ギガ・ネクトンα

ギガ・ネクトンαα

ベントス・クルーザーα
ミューカスの中で、戦艦の役割を担う。
ベントス・キャリアーα
ベントス・クルーザーαよりも大型で、母艦の役割を担う。ベントス・キャリアーβという上位種が存在する。
ミューカス・エンペラー
全てのミューカスを生み、操る母体。ミューカスの最終要塞ジェネシスの中枢を兼ねる。

## スタッフ
- 開発 - さざなみ
- オリジナルメカニカルデザイン - 佐藤洋介、三鷹重
- オリジナルキャラクターデザイン - 加藤誠
- シナリオ - アイリーベル

## プロモーション
第1章プレゼントキャンペーン
2013年7月18日以降、PlayStation Vitaを取り扱う店舗でPS Vitaを購入すると、本作の第1章を無料でダウンロードできるプロダクトコードが印刷された冊子がプレゼントされる。ダウンロードの有効期限は2013年8月30日。
リアルPGガンダム
全8章パックを購入すると、『ケロロ軍曹』の機体「リアルPGガンダム」が先行入手できる特典が付く。